# Salamyeh
Salamyeh est une ville de Syrie située à 33 km au sud-est de Hama dans la province (muhafazah) du même nom, et à 45 km au nord-est de Homs. Elle est surnommée "La mère du Caire" car, en 894, y est né le second calife fatimide Abû al-Qâsim al-Qâ'im bi-Amr Allah, fils de `Ubayd Allah al-Mahdi. La ville est également connue pour être un des principaux berceaux de l'Ismaélisme ainsi que le lieu de naissance du poète, dramaturge, scénariste et écrivain syrien Mohammed Al-Maghout.
Cette ville, qui se trouve sur les bords de Bilad al-Cham, abrite une histoire remplie de souvenirs parfois glorieux et parfois dramatiques.
Elle reçoit le soleil du désert de l'Est, tandis que le trou de Homs souffle sur elle les vents méditerranéens du sud-ouest.
Salamyeh est situé dans un bassin entouré de montagnes et de collines calcaires : la colline de Sathiyat au sud s'étend d'ouest en est, où les hauteurs des montagnes et de plateaux Shawmariyah et la montagne d'Al-Belaas; au nord les montagnes d'al-Oula; à l'ouest, le plateau calcaire des collines formant une barrière séparant la ville du bassin de l’Oronte. Cette localisation stratégique entre l'est et l'ouest et entre le nord et le sud, a attiré l'attention des caravanes à travers les siècles notamment en raison de sa proximité avec de grandes villes ainsi qu'avec la steppe. Salamyeh s'est imposée comme un lien important entre l'Est et l'Ouest, et traversée par des caravanes provenant du bassin de l'Euphrate. La seconde importance stratégique est attribuée au passage de la route d'Alep - As-Safira - Palais Ibn Wardan - Rastane pour se rendre à Damas ou au Liban à travers les montagnes de Qalamoun.

## Géographie
La ville est fondée sur un plateau à 475 mètres d'altitude. Deux importantes routes commerciales traversaient la ville dans le passé.
- La première : Bassora - Babylone - Resafa - Assirya - Salamyeh - Rastane - al-Qaryaten - Damas.
- La seconde : Alep - As-Safira - al-Andaryn - Palais de Ibn Wardan - Salamyeh.

La deuxième route croise la première dans la banlieue damascène d'al-Qadam au sud de Damas.

## Origines
Le chercheur Arif Tamer défend la thèse selon laquelle le nom de la ville (Salamyeh) commémore le souvenir de la bataille de Salamine où les Grecs vainquirent les Perses en 480 av. J.-C. Une autre théorie toponymique a été mentionnée par Yaqut al-Hamwi dans son ouvrage Mu’ jam al-Bouldan : le nom de Salamyeh serait dérivé de l'expression arabe "Selem Miyeh" ("cent personnes se sont sauvés") : lorsque la mort a balayé la ville d'Al-mw’tafaka, une centaine de survivants se sont dirigés vers la ville de Salamyeh et l'ont reconstruite.

## Historique
Arif Tamer pense que la ville a été occupée dès l'époque sumérienne (3000-2400 av. J.-C.). Elle a par la suite fait partie du Royaume de Qatna (al-Mechrefh) à l'époque Amorite, puis fut soumise aux Hittites et Assyriens en 1500 av. J.-C. À la fin du IXe siècle et au début du VIIIe siècle av. J.-C., Salamyeh est gouvernée par les Araméens qui l'ont attribuée au Royaume de Hama. À l'ère Séleucide, elle prospère et devient une grande station commerciale, notamment liée à la ville d'Apamée par une route.
À l'époque romaine, elle se trouve sous la tutelle de Homs, et prospère sous le règne de la dynastie de Chmémisgram. Sa richesse et son développement perdurent à l'époque byzantine. Elle devient l'un des principaux centres de la chrétienté dans l'est du pays et une paroisse chrétienne dont le pouvoir s'étend de Tripoli jusqu'à al-Rusafa; à cette époque, pas moins de 76 églises se trouvent placées sous son autorité.
À la suite de l’invasion de la Syrie par les Perses en 547, Salamyeh a été détruite et vidée de sa population; elle n'est alors traversée que par les tribus bédouines. Elle est reconstruite par Abdullah bin Saleh bin Ali al-Abbassi en 754 de l'ère chrétienne (an 136 de l'Hégire). Elle retrouve alors ses activités et relations commerciales et évolue considérablement au cours du IIe siècle et IIIe siècle de l'Hégire (VIIIe et IXe siècles ap. J.-C.). C'est à cette époque que Salamyeh est occupée par un groupe d'Ismaéliens, dirigé par Abdallah bin Mohammad bin Ismail bin Jafar al-Sadeq (l’un des auteurs de l’ouvrage «Les Frères de la Pureté et les amis fidèles»). C'est alors que la ville devient un des principaux centres de la propagation secrète de l’Ismaélisme.
Arif Tamer dit que Abdallah bin Mohammad bin Ismail a choisi un autre nom, « Abdullah bin Maïmun al-Qaddah », afin de dissimuler son identité devant les Abbassides; cela a porté de nombreux historiens à douter de la personnalité de Abdullah bin Maïmun al-Qaddah et il a souvent été accusé d’être un Juif.
Les Qarmates attaquent Salamyeh à la fin du IIIe siècle de l'immigration en 874. Selon l’ouvrage de Tabari « Les Apôtres et les rois », cette armée, dirigée par Al-Hussein Bin Zacharoyeh, a assassiné tous les habitants de la ville, y compris les animaux et les garçons qui étudiaient dans les écoles coraniques. Ubayd Allâh al-Mahdî, l’un des descendants d'Abdullah bin Maïmun al-Qaddah, a été le seul à rester en vie. Il prend alors la fuite vers l’Afrique du Nord, où il a été annoncé la création de l'État fatimide ou l’état Obeidique d’après d’autres historiens.
En 1168, Saladin a donné la ville de Salamyeh à son neveu, le roi al-Muthaffar Taqi al-Din qui était le gouverneur de Hama.
La ville devient alors l'objet d'un différend entre cousins (les rois Assadiens de Homs et les rois Taqoyens de Hama).
Après la bataille d'Aïn Djalout, que le roi al-Muthaffar remporte sur les Tartares en 1242, ce dernier donne la ville de Salamyeh au Prince Mohanna Al-Fadl bin Rabi’a bin Tay en récompense de son rôle important dans la victoire. Ibn al-Wardi relate dans son ouvrage historique : " La ville de Salamyeh a connu un déclin à cette époque, en raison d'un différend entre les membres de la famille de Mohanna ".
La deuxième destruction de la ville a été l’œuvre de Tamerlan. La ville reste en ruines durant plus que cinq siècles, toutefois, elle reste toujours gouvernée par Al Mohanna, qui prit plus tard le nom de Al Abu Risha, tandis que les bédouins qui vivaient autour de la ville étaient connus sous le nom de Mawali.
Au XIe siècle de l’Hégire, XVIIe siècle de l'ère chrétienne, Fakhr-al-Din II occupe les villes de Homs, Hama, Palmyre et Salamyeh, mais Abou Risha garde le contrôle sur la ville. Plus tard, Salamyeh est envahie par la tribu de Chummar venant d'Irak et essayant de chasser les Mawali de la ville. La guerre a duré entre les deux parties plus d'une dizaine d'années.
Enfin, la tribu de ‘Nizeh a occupé la ville et chassé les Mawali à la fin du XIIIe siècle de l’Hégire (XIXe siècle ap. J.-C.).
La dernière reconstruction de la ville de Salamyeh remonte à 1848, lorsque le sultan ottoman Abdul-Majid propose l'amnistie à toute personne qui prend en charge la construction d'une ville dans la région qui se trouve à l’est de l'Oronte.
C'est ainsi que les Ismaïliens qui habitaient dans les montagnes côtières de Massyaf, Al-Qadmus, Khawabi et Akkar al-Atiqa ont commencé leur migration vers la ville de Salamyeh, à la recherche de leur gloire passée, mais également pour échapper aux nombreuses difficultés à vivre dans cette région montagneuse. Ils commencent tout d'abord à cultiver les terrains périphériques de la ville, ce qui explique l’émergence rapide de nouveaux villages aux alentours de la ville de Salamyeh.
Les habitants de Salamyeh vivent pacifiquement, privilégiant harmonie et fraternité entre les nombreuses communautés qui y cohabitent.

## Découvertes archéologiques
La ville de Salamyeh abrite plusieurs monuments archéologiques remontant à différentes périodes comme le Château de Chmémis, le Hammam Ayyoubide, la mosquée de l'Imam Ismail.
Par ailleurs des dizaines de sites archéologiques existent autour de la ville comme le site d’al-Rawda qui remonte à la fin du troisième millénaire av. J.-C., le Château Ibn Wardan, Assyria, Tell al-Ghazalé, Tell al-Cheikh Ali.
De plus, des vestiges architecturaux de l'âge classique se trouvent partout dans la ville.

## Origine du nom
Les historiens ont analysé l'origine du nom de la ville, et ont proposé deux suggestions :
- les Grecs auraient donné le nom de Salamine en mémoire de leur victoire contre les Perses de Xerxès à la bataille de Salamine en 480 av. J.-C., en mer Égée. Il est probable que la similitude entre les deux villes poussa les Grecs à baptiser Salamyeh ainsi.
- une deuxième théorie avance que l’abondance des sources d’eau qui existaient dans la ville a poussé les gens à l’appeler Sail Mayeh qui peut être traduit par "torrent d’eau". Yaqut Hamwi écrit dans son livre "Mu’ jam al-Bouldan, Dictionnaire des pays": il a été dit que la ville de Salamyeh se trouvait à proximité de la ville Al-mw’tafaka : comme les habitants d’al-Mw’atafakeh subirent beaucoup de souffrances, cent d’entre eux se sont sauvés et sont partis vers la ville de Salamyeh, qu'ils ont reconstruite; c'est ainsi que la ville aurait été appelée Selem Mayeh soit "cent hommes sauvés", pour évoluer finalement en Salamyeh.

## Monuments archéologiques à Salamyeh
1 – Le rempart : il a été reconstruit par Nour al-Din Zanki, tandis que sa première construction remonte à l’époque grecque. Les fouilles archéologiques montrent que le rempart, aujourd'hui disparu, qui entourait l’ancienne ville faisait plus de quatre kilomètres de long.
2 – Le Château de Salamyeh : il remonte à l’époque grecque et romaine, où il était utilisé comme un arsenal pour l’armée. De forme carrée et munie de huit tours, cette construction a été réalisée par Nour al-Din Zanki lors de la restauration du château au XIIe siècle ap. J.-C.. Le mur du château faisait 4m de haut et environ 1,30 m de large. Ce mur est resté jusqu’en 1926, date à laquelle il a été démoli pour réutiliser ses pierres dans la construction de la préfecture de la ville.
3 – La Mosquée d’al-Imam Ismail : les sondages archéologiques effectués dans le bâtiment montrent des caractères hellénistiques, ce qui indique que les Grecs ont été les premiers à construire ce temple, probablement l’ancien temple de Zeus, puis attribué à Jupiter à l’époque romaine. Durant la période byzantine, il devient une paroisse qui domine un ensemble de plus de quarante-deux églises s’étendant de Tripoli jusqu’à Rusafa. Ce bâtiment a été détruit à plusieurs reprises; il a été reconstruit pour la dernière fois à l’époque du prince Khalaf bin Mala’eb, qui en fit une mosquée connue sous le nom de la Mosquée à Sept Absides. Plus tard, elle fut détruite lors de l'invasion mongole, et est restée en ruines jusqu'en 1993 où elle a été restaurée et rénovée.
4 - Le Château de Chmémis : il est situé à 5 km au nord-ouest de la ville de Salamyeh, sur une montagne isolée qui fait partie de la chaine montagneuse d’al-Ola.La première construction remonte à l’époque de la famille des princes Chmémisgram qui régnait sur la ville de Homs à la fin de la période hellénistique et au début de la période romaine. Cette forteresse a survécu jusqu'à ce que les Perses l’aient détruite et brûlée à l'instar toutes les fortifications au Proche-Orient qu'ils prirent. Le château a été reconstruit par l’Ayyoubide Cherkouh.
La date de cette reconstruction a été fixée par Abou Fida en 626 e (1228), tandis que Muhammad Kurd Ali dans son livre "Les Plans d’al-Cham" la fixe en 627 e (1229). Mais tous les deux se sont accordés à ce que la nouvelle construction soit effectuée par l’Ayyoubide Cherkouh, dirigeant de Homs. Ce château a été construit sur une couche basaltique couvrant un sommet conique de la montagne. Ce sommet est entouré d’un fossé de 15 m de profondeur, et fournit un puits très profond permettant de répondre aux besoins du château en eau, et un autre puits pour les fournitures. Les parois du dernier puits ont été couvertes d’une couche de chaux et de boue. Le château accueillait le palais royal ainsi que des soubassements destinés à loger des soldats. L'importance du château est due à sa localisation qui permet d'observer une surface circulaire de plus de 50 km de diamètre.
5 – Mazar al-Khidr (Mazar de St. Georgiouos) : il est situé à 3 km au nord de la ville de Salamyeh, sur un sommet aride. Il a d'abord été un monastère chrétien, mais, après la conquête islamique, il a été transformé en mosquée, et son nom a été changé en sanctuaire de St. Georgiouos. Ce Mazar est constitué de plusieurs pièces, tunnels et cavernes, mais il est maintenant complètement en ruines, il n’en reste qu’un mur et la base de l'autel.
6 – Les canaux romains : ils sont déployés partout dans la ville de Salamyeh et ses alentours. Les historiens mentionnent l’existence d'un réseau de trois cent soixante canaux romains qui s’étend entre le village d’al-Kafat à l’ouest de Salamyeh jusqu’au village de Cheikh Helal à l’est. Ces canaux furent utilisés pour l'irrigation des terres. Des dizaines de mythes ont été tissés sur les histoires de ces canaux, le plus important est celui du canal al-‘Acheq (le canal de l’Amant).

## Légende du Qanat al-‘Acheq (Canal de l’amant)
Une mission archéologique a découvert les restes d’un canal d'eau romain, dans la région centrale de la Syrie, que des livres d'histoire l’ont mentionnent tout particulièrement en citant la légende d'un amour vécu, dans le Ier siècle de notre ère, par le gouverneur de la ville de Salamyeh, avec la fille du roi de la ville d'Apamée qui se trouve à 80 km au nord-ouest de Salamyeh. La légende dit que le Prince gouverneur de Salamyeh s’est présenté chez le roi d’Apamée pour demander la main de sa fille, mais cette dernière a conditionné son mariage au fait de tirer l'eau de la région ‘Ain az-Zarqa (La Source bleue) située du côté occidental de Salamyeh jusqu’à la ville d’Apamée qui n’avait pas suffisamment d’eau. Le Prince a consacré tous les moyens et les ouvriers de sa ville pour construire un canal capable à tirer l’eau jusqu’à la ville d’Apamée. Le canal faisait 150 km de long, et a été construit en zigzag et d’après un plan très organisé pour atteindre la ville d’Apamée qui s’élève à 308 m au-dessus du niveau de la mer, alors que la ville de Salamyeh s’élève à 475 mètres.

## Ville culturelle
Mohammed Al-Maghout (arabe : محمد الماغوط) poète, dramaturge, écrivain et scénariste syrien est né en 1934 à Salamyeh. Il est mort le 3 avril 2006 à Damas. Pionnier de la poésie arabe contemporaine, il a renouvelé les formes traditionnelles dans des textes où se mêlent violence, désespoir et ironie. Sa vie fut marquée par la prison et l'exil au Liban, prix payé pour sa farouche indépendance.